# Arte all'Aquila

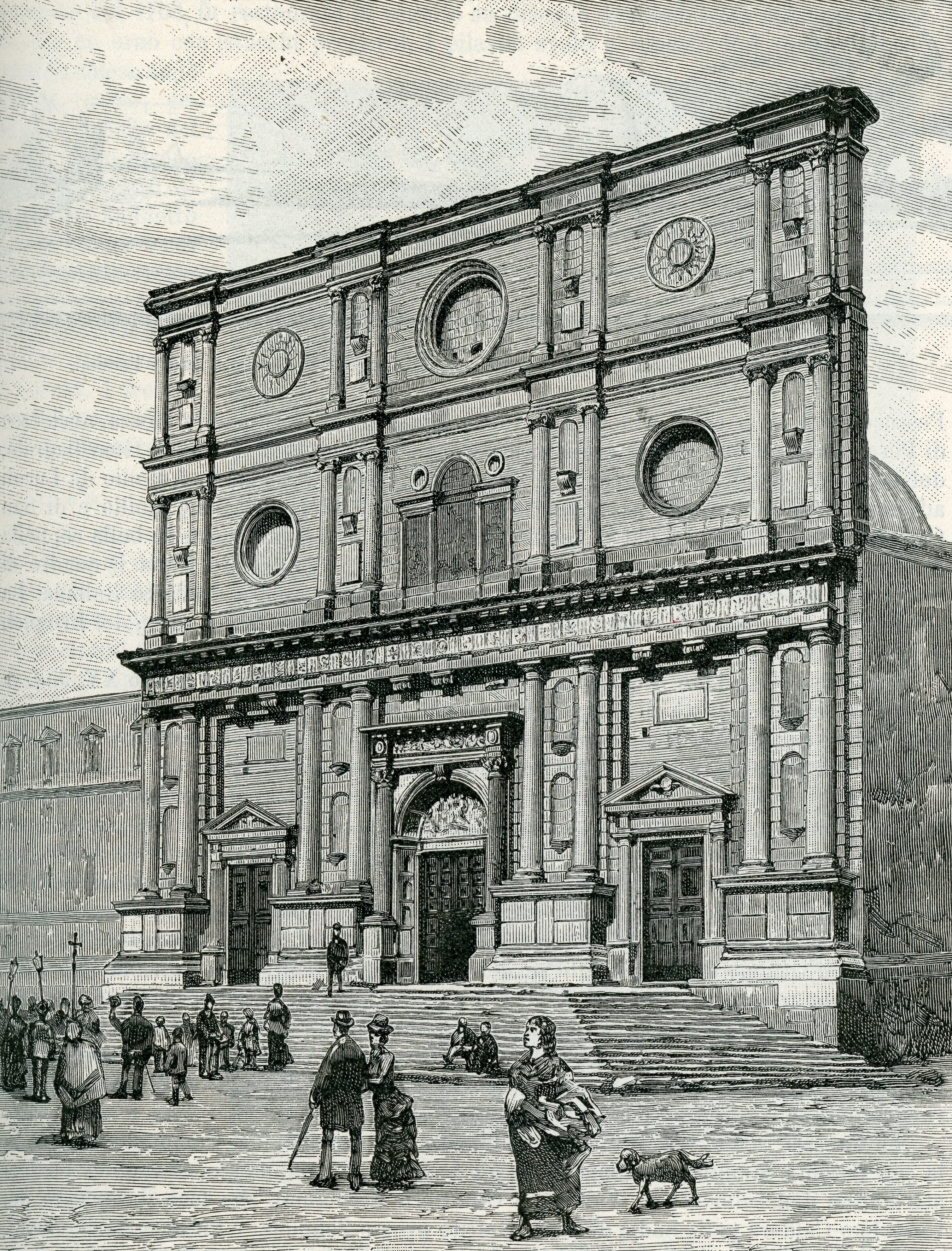
La Basilica di San Bernardino, espressione dell'architettura rinascimentale, in un'incisione del 1899

La presenza artistica all'Aquila rappresenta uno dei punti di attrazione turistica della città abruzzese, in particolare dopo il sisma del 2009.

## Epoca precedente alla fondazione
Il nucleo antico della zona aquilana era Amiternum, città romana dei Sabini situata in località San Vittorino. L'architettura della città risale al I secolo a.C., quando venne dotata di un vasto complesso di monumenti, come terme, anfiteatri e ville. Aveva impianto ortogonale, su cui passava la via Salaria da Roma, e la via Cecilia in mezzo al centro urbano. L'anfiteatro era ampio, poteva infatti accogliere fino a 6 000 persone. Alcuni elementi architettonici ripresi dall'anfiteatro sono poi stati usati in seguito in altri siti come le catacombe site a San Vittorino. Per via della somiglianza con l'anfiteatro Romano, era conosciuto col nome di "piccolo Colosseo".
Presso la stessa frazione, si trova la chiesa di San Michele Arcangelo, risalente all'VIII secolo, citata in un documento dell'abbazia di Farfa del 763.  La chiesa ha uno strato originale, che consta in catacombe cristiane, dove fu martirizzato il vescovo Vittorino di Amiterno; mentre la chiesa superiore ha connotazioni duecentesche, con affreschi trecenteschi. La pianta della chiesa è a croce latina, con un'ampia navata e un'abside semicircolare.
Quello di San Michele, è uno dei rari esempi di arte pre-romanica del territorio aquilano, assieme alla Cattedrale primaziale di San Massimo in località Civita di Bagno, nell'antica città vestina di Forcona, di cui resta un complesso termale di età imperiale del I secolo. La chiesa ha pianta rettangolare con tre absidi esterne, e imponente torre campanaria. L'interno era a tre navate, con colonne ricavate dai templi romani.

## Dal XIII al XV secolo

### XIII secolo

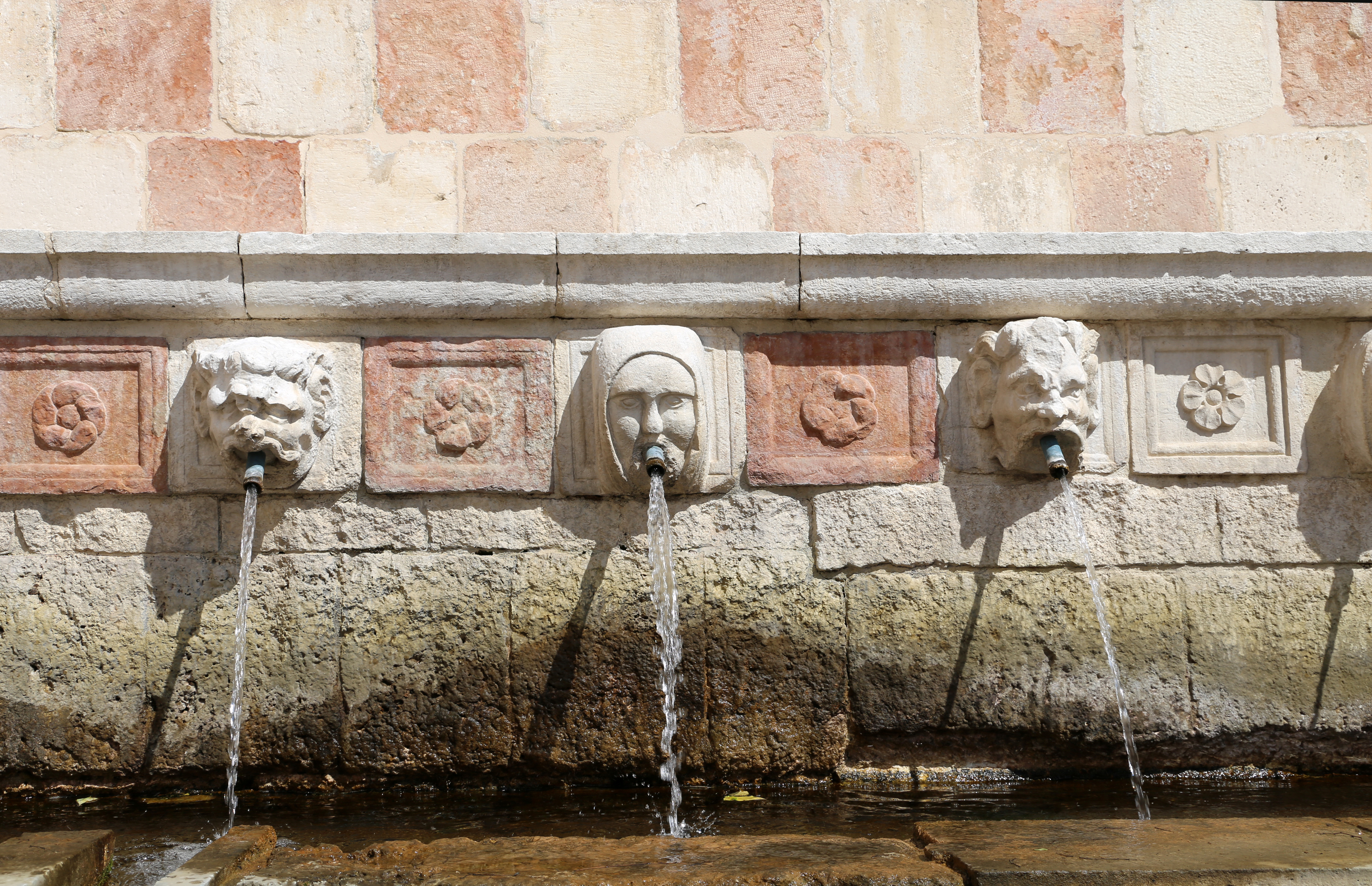
Mascheroni della fontana delle 99 cannelle, opera del 1272 di Tancredi di Pentima

La città nuova di Aquila fu fondata, secondo le cronache di Buccio di Ranallo, nel 1254, avente dunque uno stile prettamente duecentesco e medievale. Delle primitive chiese poco rimane, poiché ricostruita in gran parte nel 1349 dopo un grave terremoto. Anche della Basilica di Santa Maria di Collemaggio, costruita per volontà di papa Celestino V, una delle più antiche chiese aquilane, risalente al 1288, si sa solo che fu costruita da artisti provenienti da Sulmona, dalla Badia Morronese. Nel restauro post-terremoto operò l'artista Giovanni da Sulmona, che pose le basi del gotico aquilano, ritenuto il più rappresentativo della regione. Sostanzialmente lo stile usato nel XIII secolo per le primitive chiese aquilane, come quella di San Silvestro, fu il romanico.
Gli interni furono nella maggior parte cambiati dopo il terremoto del 1349, caratterizzati da un impianto gotico a tre navate con colonnati ad arcate a sesto acuto, e pareti affrescate, come dedotto dai primi restauri post-sisma 2009 nella chiesa di San Pietro a Coppito.
L'arte medievale locale, al livello scultoreo, si concentrò sulla realizzazione di statue votive in legno dipinto, specialmente Madonne col Bambino, molte delle quali custodite nel MUNDA (Museo Nazionale d'Abruzzo). Nel XV secolo a cavallo tra Medioevo e Rinascimento fu operativo il pittore Saturnino Gatti, affrescatore di molte chiese aquilane e del circondario; mentre lo scultore Silvestro dell'Aquila realizzò nel Duomo il Sepolcro del Cardinale Amico Agnifili, unico elemento non distrutto dal terremoto del 1703.
Lo stile gotico abbracciò anche le architetture civili aquilane, come la Casa di Jacopo di Notar Nanni, il Palazzetto dei Nobili in Piazza Santa Margherita e le Cancelle presso la Piazza Duomo. Di rilevanza sono anche le Mura dell'Aquila, composte dalle originali porte gotiche, le più rilevanti Porta Leoni, Porta Tione e Porta Rivera. Nel 1272, come principale opera pubblica aquilana, fu costruita la Fontana delle 99 cannelle da Tancredi de Pentima, in puro stile gotico, celebrando la leggenda dei 99 castelli fondatori della città nei relativi mascheroni.

### XV secolo

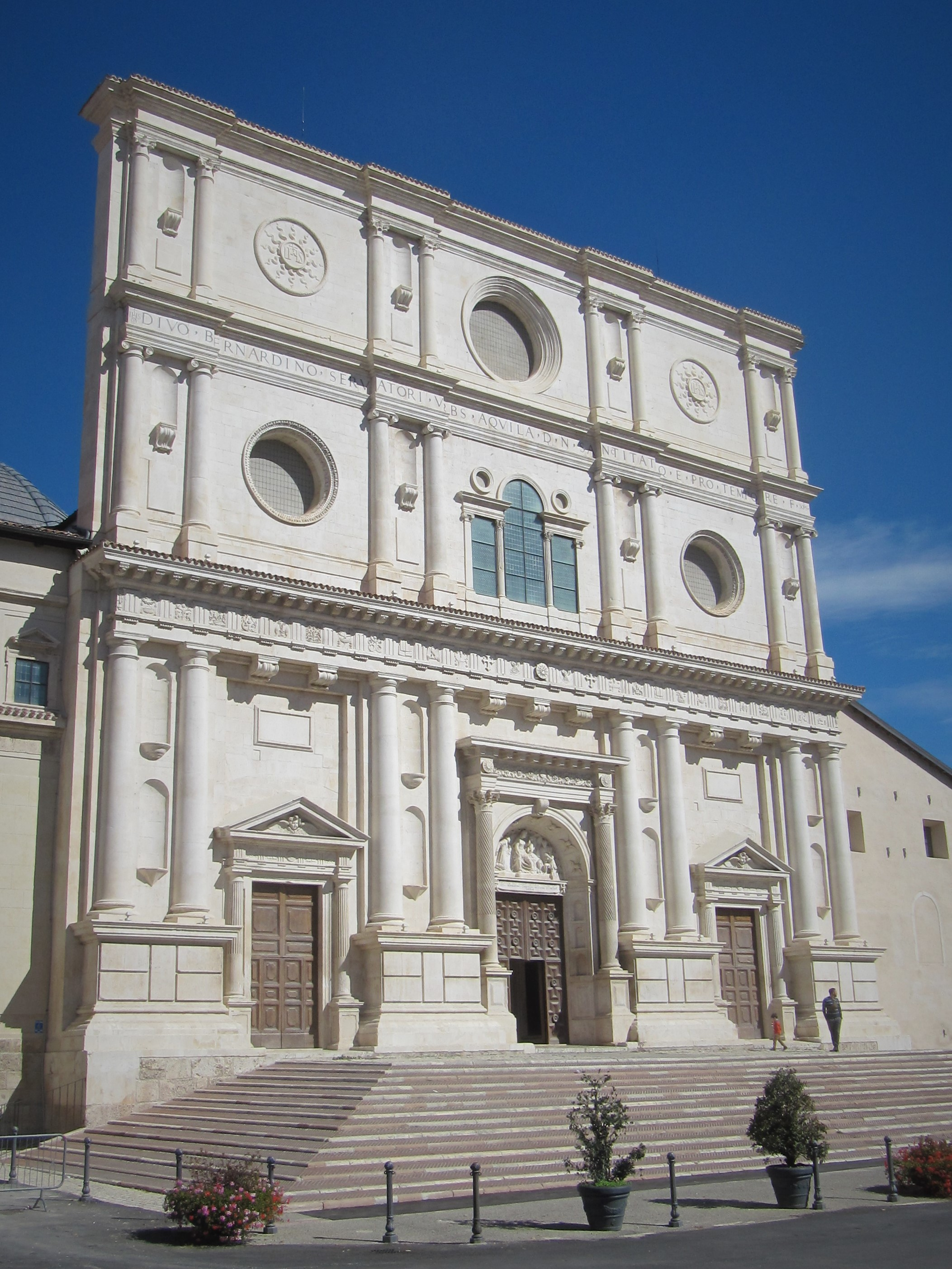
Facciata della Basilica di San Bernardino

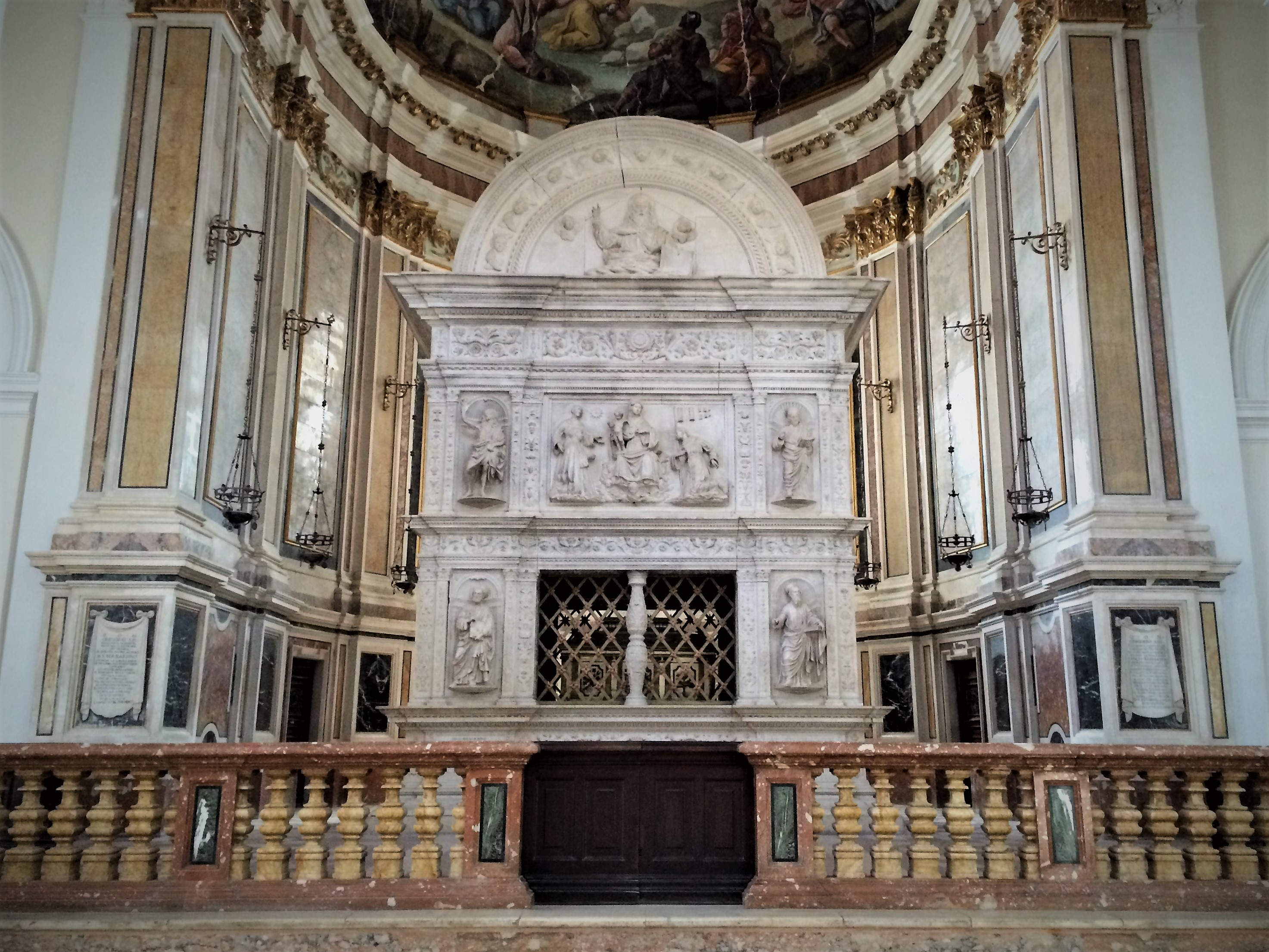
Il mausoleo di San Bernardino

Il Quattrocento aquilano fu segnato dagli avvenimenti della Guerra dell'Aquila, ma anche dalla dimora di tre santi: San Bernardino da Siena, San Giovanni da Capestrano e San Giacomo della Marca. Il primo morì in città nel 1444 e, per volontà di Giovanni da Capestrano, nel 1454 iniziò la costruzione della basilica a lui dedicata, massima espressione dell'arte rinascimentale in Abruzzo e tra le più importanti d'Italia. Sebbene la costruzione sia cominciata a metà Quattrocento, la facciata fu realizzata da Cola dell'Amatrice nel Cinquecento.
La basilica presenta un impianto unico nell'ambito dell'architettura religiosa aquilana, dovuto alla sovrapposizione di un corpo a pianta centrale e uno a pianta longitudinale. Il riferimento principale di un complesso architettonico così particolare sembra ispirata alla Cattedrale di Santa Maria del Fiore a Firenze, come omaggio dell'origine toscana del santo, che era di Massa Marittima.
Nello stesso periodo, nella basilica di San Bernardino, fu costruito anche il mausoleo, realizzato in pietra e rivestito in marmo, a forma di una grande arca isolata su base quadrata.

## Dal XVI al XIX secolo

### XVI secolo

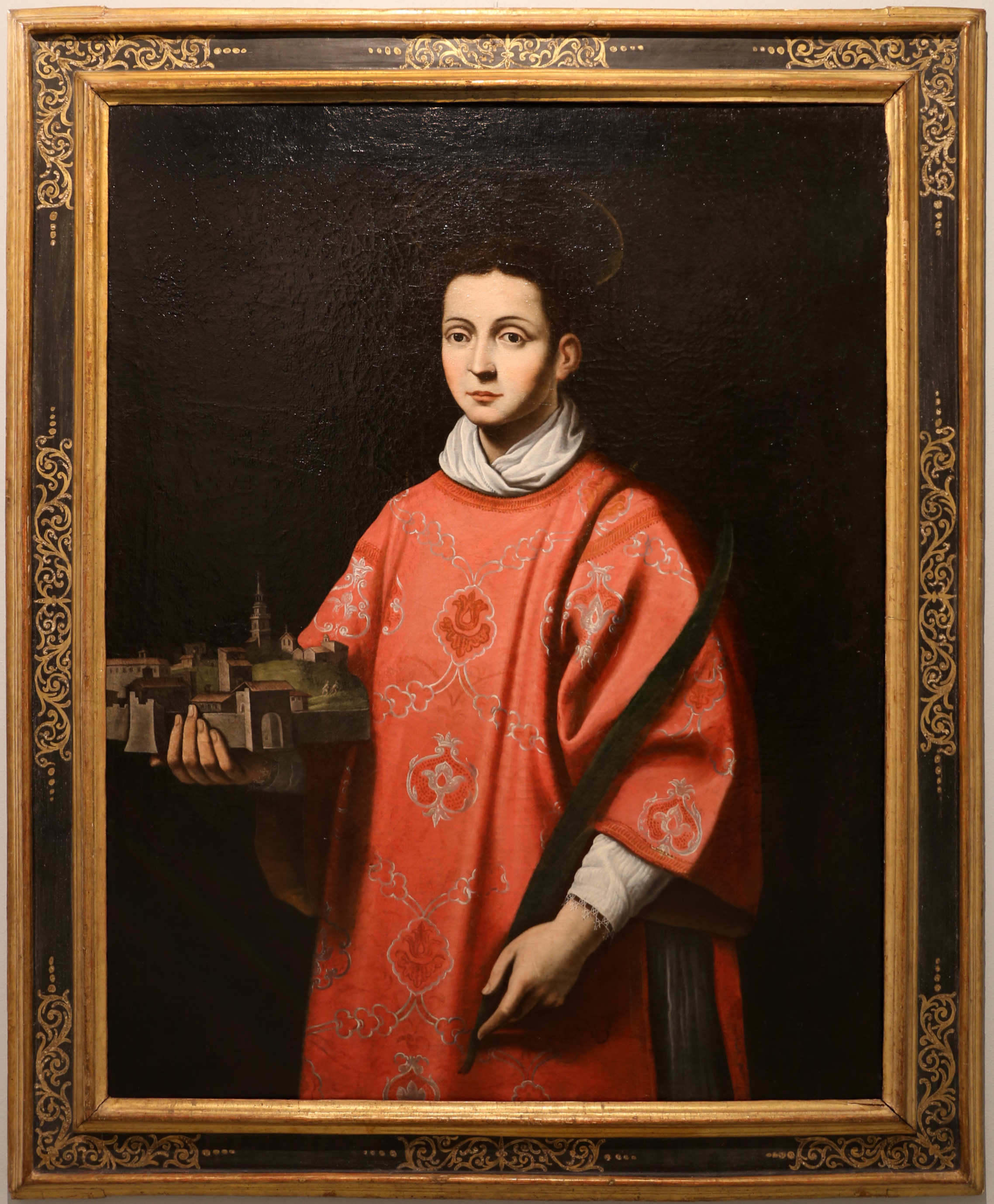
Giulio Cesare Bedeschini, San Massimo d'Aveia nelle vesti di arcivescovo, 1613 ca., Museo Nazionale d'Abruzzo all'Aquila

Nel 1517 fu completato l'imponente mausoleo di Celestino V, all'interno della basilica di Collemaggio da Girolamo Pittoni. La maggior parte delle chiese aquilane risentì dello stile rinascimentale, specialmente la chiesa di Santa Maria Paganica e il complesso di San Domenico, anche se successivi interventi vennero effettuati dopo la distruzione del 1703. Al livello di architettura civile l'epoca rinascimentale fu molto proficua grazie all'operato di Margherita d'Austria; di simbolico fu costruito il Forte spagnolo nel 1534 dall'architetto Pedro Luis Escrivà, con la demolizione di una parte delle mura medievali. Alcune porte, come la Porta Bazzano in particolare, furono restaurate secondo il gusto attuale, con l'aggiunta dello stemma del casato austriaco. Fu ricostruito quasi completamente anche il Palazzo Margherita, in origine Palazzo del Capitano, conservando l'antica torre dell'orologio medievale.
Nel 1583 si era stabilito in città Giulio Cesare Bedeschini, allievo del Cigoli, capostipite di una famiglia di pittori che col fratello Giambattista e col figlio Francesco tennero aperta una bottega molto viva ad Aquila per tutto il XVII secolo. Di Bedeschini famose sono le tele all'interno del Duomo dei Quattro Santi Patroni dell'Aquila, poi si hanno opere di Baccio Ciarpi, seguace di Caravaggio e maestro di Pietro da Cortona, conservate nella chiesa di San Silvestro (Battesimo di Costantino, 1617), nel Duomo e nella chiesa di Santa Giusta. In questi anni fu realizzato anche l'organo di Collemaggio. Verso la fine del secolo, inoltre, venne avviato un piano regolatore che dava più spazio all'attuale Corso Vittorio Emanuele, che già dal Medioevo costituiva il principale asse viario della città fino al Castello, passando per Piazza Duomo, assieme all'attuale Corso Principe Umberto.

### XVIII secolo
Dopo il grave terremoto del 1703, gran parte del patrimonio edilizio cittadino andò distrutto o fortemente danneggiato. La ricostruzione di tutte le chiese, perlopiù all'interno, avvenne sotto un aspetto barocco. Sebastiano Cipriani nel 1711 si occupò della ricostruzione della Cattedrale, andata completamente distrutta dopo il terremoto, anche se il progetto della facciata fino al XX secolo rimase incompiuto, venendo terminato solo nel 1933.
Durante l'epoca barocca, continuò lo sviluppo urbano al livello architettonico, con la costruzione di nuovi palazzi.
Per quanto concerne l'arte cristiana, fu ampiamente restaurata la Chiesa di Sant'Agostino, anche se nel 1710 sarà nuovamente ricostruita da Giovanbattista Contini, allievo del Bernini, assieme alla chiesa delle Anime Sante in Piazza Duomo, sede della confraternita del Suffragio, che era prima situata nell'oratorio di San Giuseppe dei Minimi.

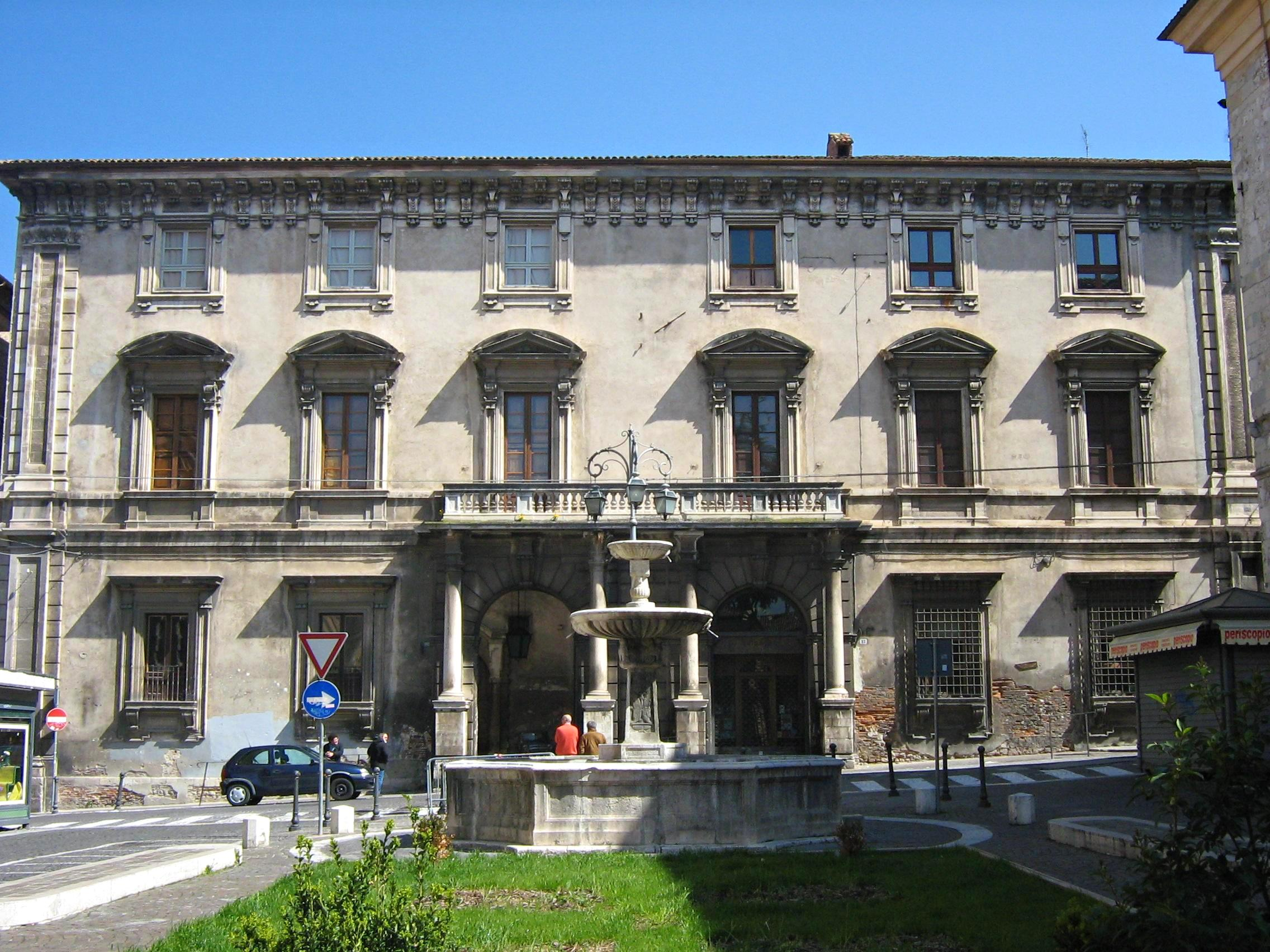
Il Palazzo Pica Alfieri (XVIII secolo)

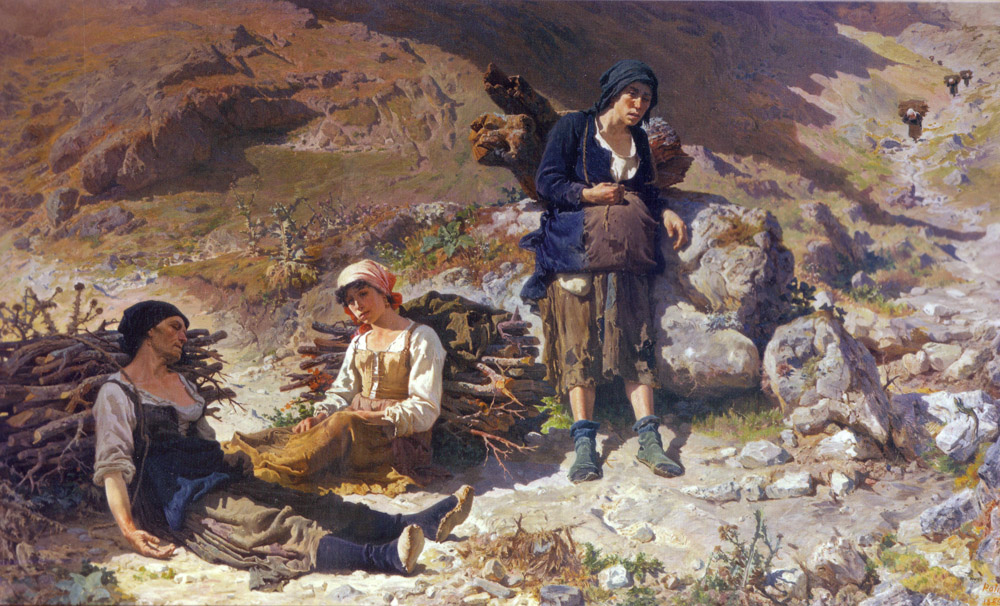
Bestie da soma di Teofilo Patini (1886)

### XIX secolo
Nel XIX secolo fu realizzato il Palazzo del Convitto presso l'ex convento francescano coi portici sul Corso Vittorio Emanuele e la facciata su Piazza Palazzo, sede della Biblioteca provinciale Salvatore Tommasi, e inoltre fu progettata la facciata della Cattedrale, in stile neoclassico, da Giambattista Benedetti (1851). Il progetto tuttavia fu completato negli anni '30 del '900, venendo privato di molti ornamenti del disegno originario, mantenendo comunque i due campanili gemelli, ma non i fregi della facciata e la cupola presso il presbiterio. Al livello di architettura civile, furono poi costituiti ufficialmente i due principali viali cittadini: Corso Vittorio Emanuele e Corso Principe Umberto con le facciata dei palazzi gentilizi Cappa-Cappelli, Gatti, Paone Tatozzi, Lucentini-Bonanni, Quinzi (sede dell'istituto tecnico), Pica Alfieri, e fu realizzato il Palazzo dell'Emiciclo in stile classico nel 1888 da Carlo Waldis, sopra l'antico convento dei Cappuccini di San Michele dentro le mura. Quest'ultimo, insieme al Palazzo Centi, rappresenta un vero trionfo dell'arte neoclassica aquilana, e dell'Abruzzo.
In ambito pittorico, tra la seconda metà dell'Ottocento e il primo Novecento, all'Aquila si distinse Teofilo Patini di Castel di Sangro, che già a Napoli era divenuto famoso per le sue tele di denuncia sociale riguardo alle misere condizioni degli abitanti delle montagne abruzzesi, per il duro lavoro nei campi, e per le modeste aspettative di vita. Per L'Aquila, Patini realizzò le tele di Bestie da soma (1886), attualmente trasferita a Castel di Sangro, Pulsazioni e palpiti (1888), dipinse il soffitto della biblioteca provinciale con L'Aquila nella forma allegoria dell'uccello rapace, e Gloria di San Massimo presso il Duomo, andata purtroppo distrutta nel sisma del 2009.

## XX secolo
Nel primo '900 la Basilica di Santa Maria di Collemaggio dovette subire restauri sulla facciata per un crollo dovuto al terremoto di Avezzano del 1915; sempre nello stesso anno fu costruita la Villa Silvestrella dalla famiglia Palitti, in stile neogotico e liberty e, sempre intorno a questi anni iniziò a popolarsi la piana del Campo di Fossa a sud del Corso Federico II, con villette in stile eclettico e rievocativo, sino alla costruzione di palazzi di rappresentanza negli anni del Ventennio, come l'ex Casa del Balilla, la Casa della Giovane Italiana, e la chiesa parrocchiale di Cristo Re, negli anni trenta.
Durante il fascismo L'Aquila ebbe un nuovo sviluppo edilizio e monumentale di stampo razionalista. Nel 1927, a fianco della Chiesa delle Anime Sante, fu costruito in stile liberty il Palazzo delle Poste e Telegrafi, nel 1928 veniva inaugurato nella villa pubblica il Monumento ai caduti di Nicola D'Antino, nel 1934 sempre da questo artista fu realizzato il suo capolavoro della Fontana luminosa, collocata davanti all'ingresso al corso Vittorio Emanuele, in stile razionalista e rievocativo, ispirato alla tradizione abruzzese delle donne che raccolgono l'acqua con la conca di rame. Sempre dal D'Antino furono restaurati i due efebi del complesso della Fontana Vecchia di Piazza Duomo. Altri architetti come Achille Pintonello e Vincenzo Di Nanna nel 1937 modificarono l'ingresso al corso, con la costruzione di due palazzi di architettura simile: la Casa del Combattente e il Palazzo Leone. Presso il corso Vittorio Emanuele fu realizzato il Palazzo INA. Fuori dalla città invece fu inaugurata la Palestra della Piscina Comunale.
Gli anni sessanta e settanta furono caratterizzati da un cospicuo restauro dello storico patrimonio aquilano, principalmente religioso. L'architetto Mario Moretti si occupò di "smantellare" l'apparato barocco post-sisma 1703 di quasi tutte le chiese medievali aquilane, meno il Duomo e Sant'Agostino, per cercare di recuperare l'originalità gotica. Tali interventi a Collemaggio, Santa Giusta, San Silvestro, San Pietro Coppito e a San Domenico destarono proteste per la distruzione della pur originale arte barocca, come soffitti a cassettoni lignei e stucchi.
Dopo il terremoto dell'Aquila del 2009, le opere principali e rappresentative del segno della ricostruzione sono la Cappella delle Vittime del 2009 e l'Auditorium del Parco, presso il Castello, realizzato da Renzo Piano nel 2012.